# Јозеф Нојмајер
Јозеф Нојмајер (Маријахилф 17. март 1844 — Беч, 25 мај 1923) био је аустријски правник, адвокат и политичар из редова Хришћанско-социјалне партије, који је служио као градоначелник Беча од 1910. до 1912. године.

## Живот
Нојмајер је похађао гимназије Јозефштетер и Шотен, потом студирао право у Бечу. Од 1873. радио је као кривични бранилац. Године 1885. постао је управник актива болнице Кајзерин-Елизабет у Бад Халу.

## Политичка каријера
Политички, Нојмајер је првобитно био близак немачким националистима, али се потом придружио Хришћанско-социјалној партији Карла Лугера . Од 1895. до 1918. био је општински одборник, од 22. маја 1896. и вице-градоначелник Беча. Од 1902. био је и посланик у парламенту аустријске савезне државе Доње Аустрије. Лугер је заправо желео да Рихард Вајскирхнер постане градоначелник након његове смрти, али је овај ипак био неопходан као министар трговине, тако да је Нојмајер добио шансу.

## Градоначелник Беча
Нојмајер је 4. маја 1910. положио заклетву за градоначелника. Због све већег губитка слуха, једва је могао да обавља своју функцију, што је довело до жестоких критика опозиције. Пошто није био у могућности да у складу са тим води и следећу изборну кампању за Општинско веће, поднео је оставку 19. децембра 1912. Након тога канцеларију је преузео Вајскирхнер.

## Смрт
Јозеф Нојмајер је умро 25. маја 1923. и сахрањен је у почасном гробу у Гробљу Хицинг (група 16, број 45Е).